# Palazzo Ruffo di Bagnara
Pour les articles homonymes, voir Bagnara.
Le palazzo Ruffo di Bagnara est un palais du centre historique de Naples situé piazza Dante.

## Histoire et description
Le palais est construit au XVIIe siècle. Dans la seconde moitié du siècle, il est acquis par le duc de Bagnara, Francesco Ruffo, valeureux capitaine de l'armée navale de Jérusalem. Il fait reconstruire l'édifice par Carlo Fontana grâce aux butins pris aux pirates musulmans. Le palais est remanié dans la première moitié du XVIIIe siècle par Vincenzo Salomone sur commande du dernier duc de Bagnara.
L'édifice possède une chapelle dont l'entrée se trouve sur le côté gauche de la façade.
Le littérateur Paolo Puoti, connu dans la littérature italienne comme un éminent puriste, a vécu dans ce palais.

## Illustrations

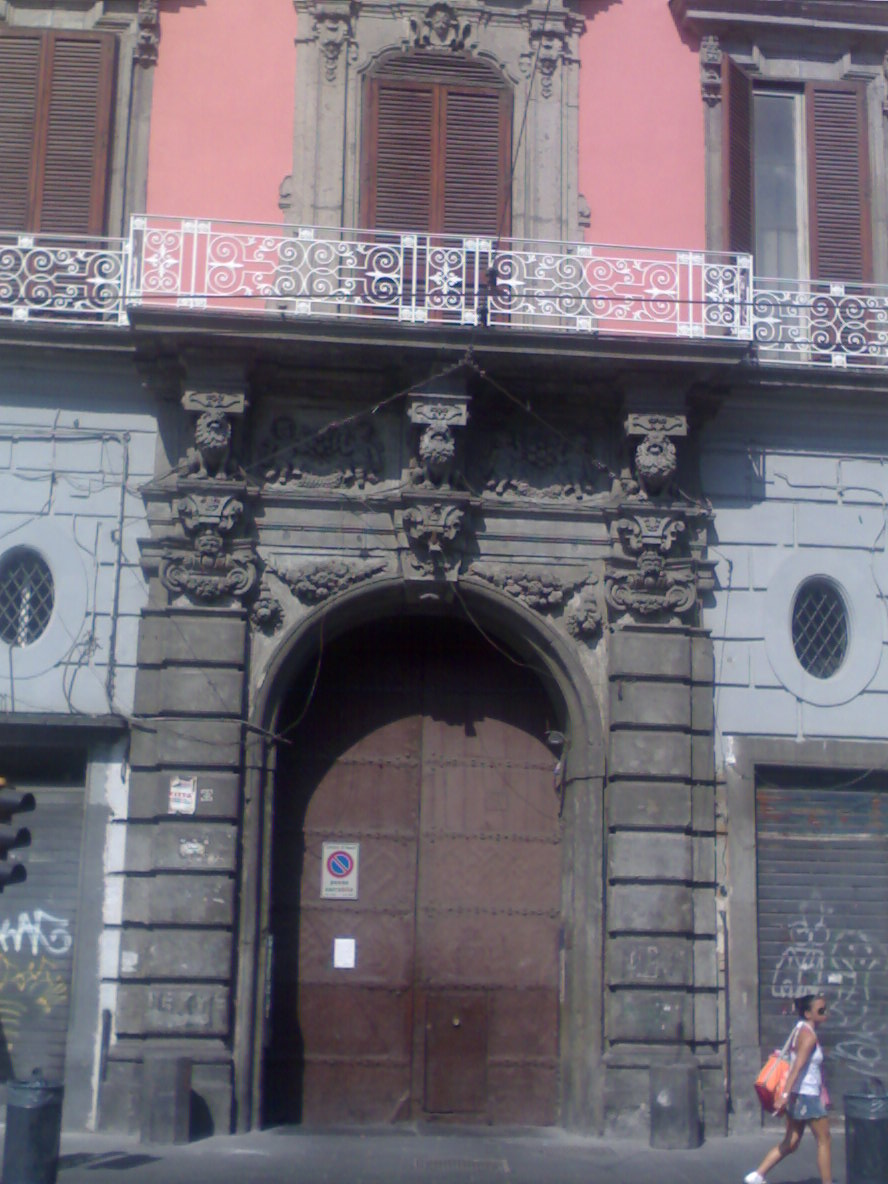
Portail
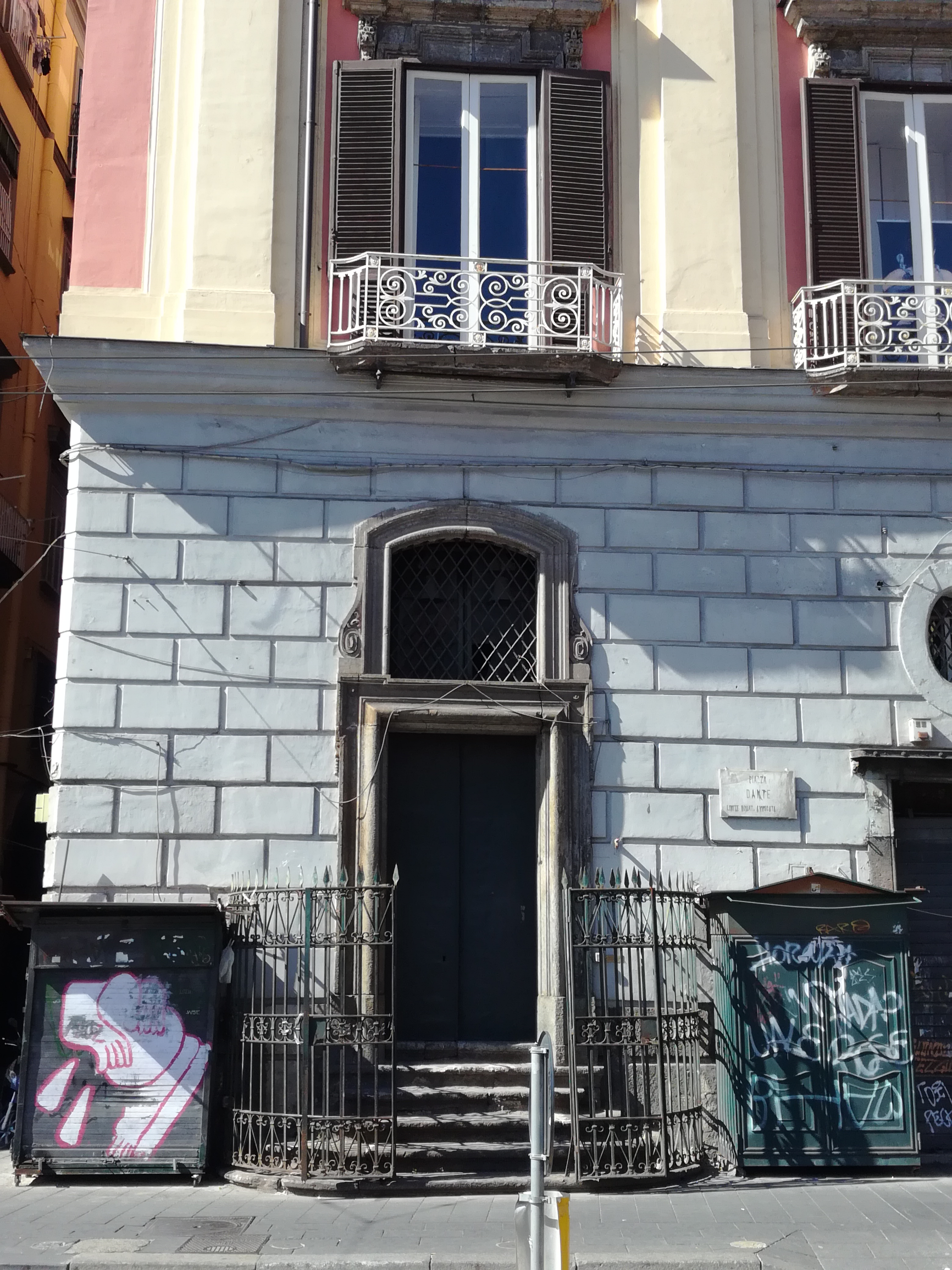
Entrée de la chapelle
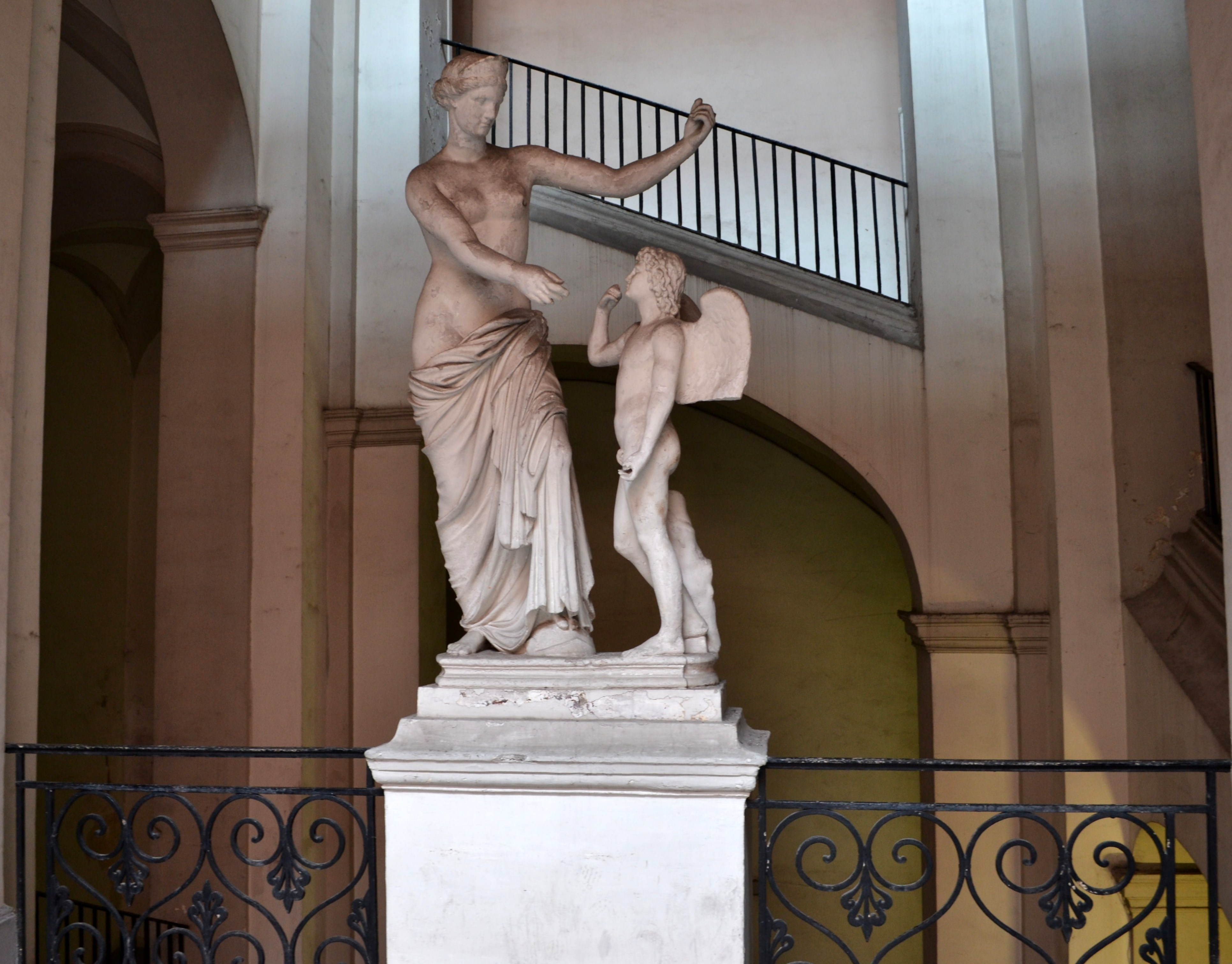
Détail

## Source de la traduction
- (it) Cet article est partiellement ou en totalité issu de l’article de Wikipédia en italien intitulé « Palazzo Ruffo di Bagnara » (voir la liste des auteurs).